# Wolferstetten

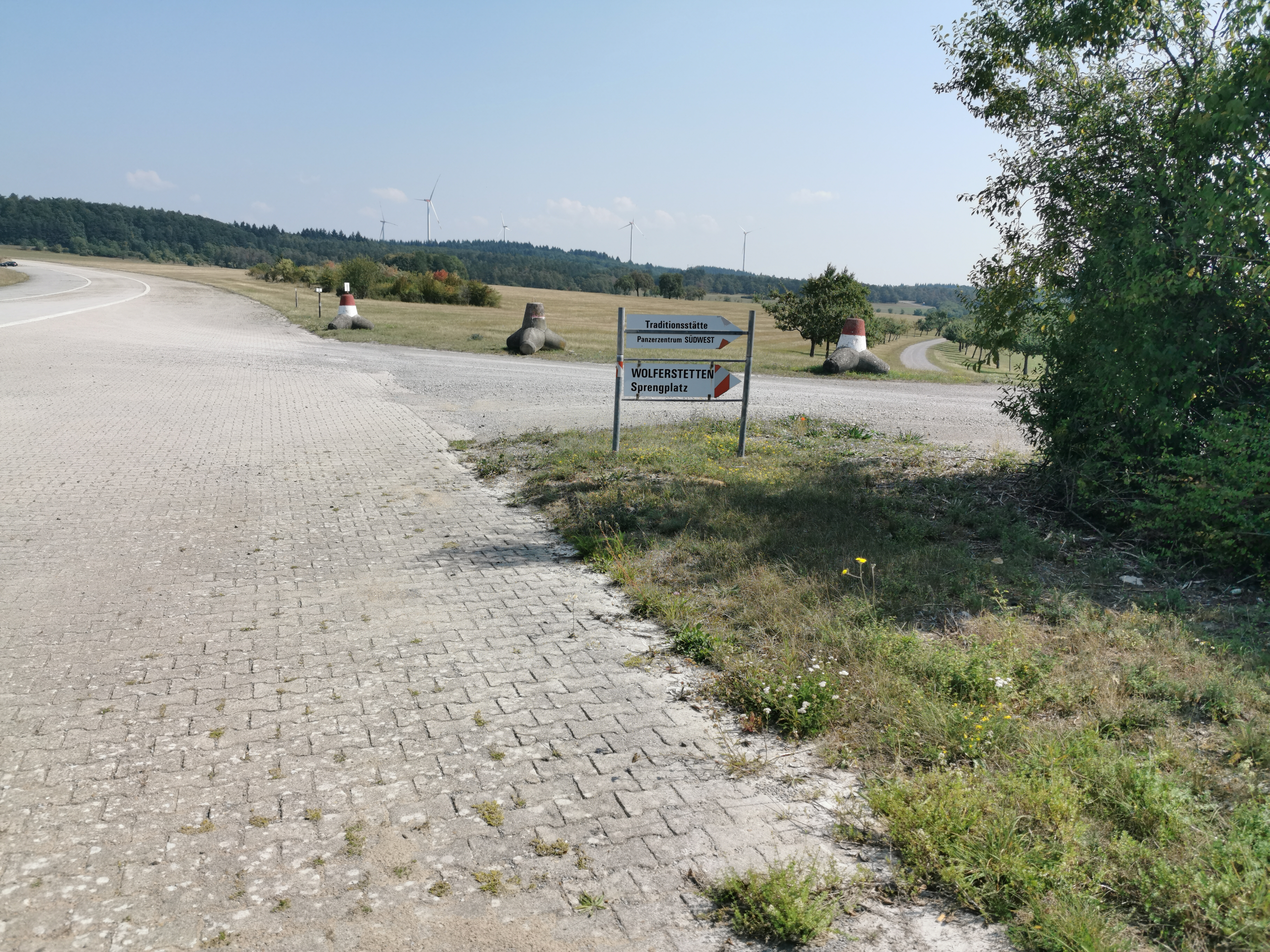
Hinweisschild auf einen Sprengplatz der Bundeswehr auf der Gemarkung des aufgegebenen Weilers Wolferstetten

Wolferstetten, auch Hof Wolferstetten und Wolferstettener Hof, ist ein aufgegebener Weiler bei Külsheim im Main-Tauber-Kreis in Baden-Württemberg und Teil eines Truppenübungsplatzes der Bundeswehr.

## Geschichte

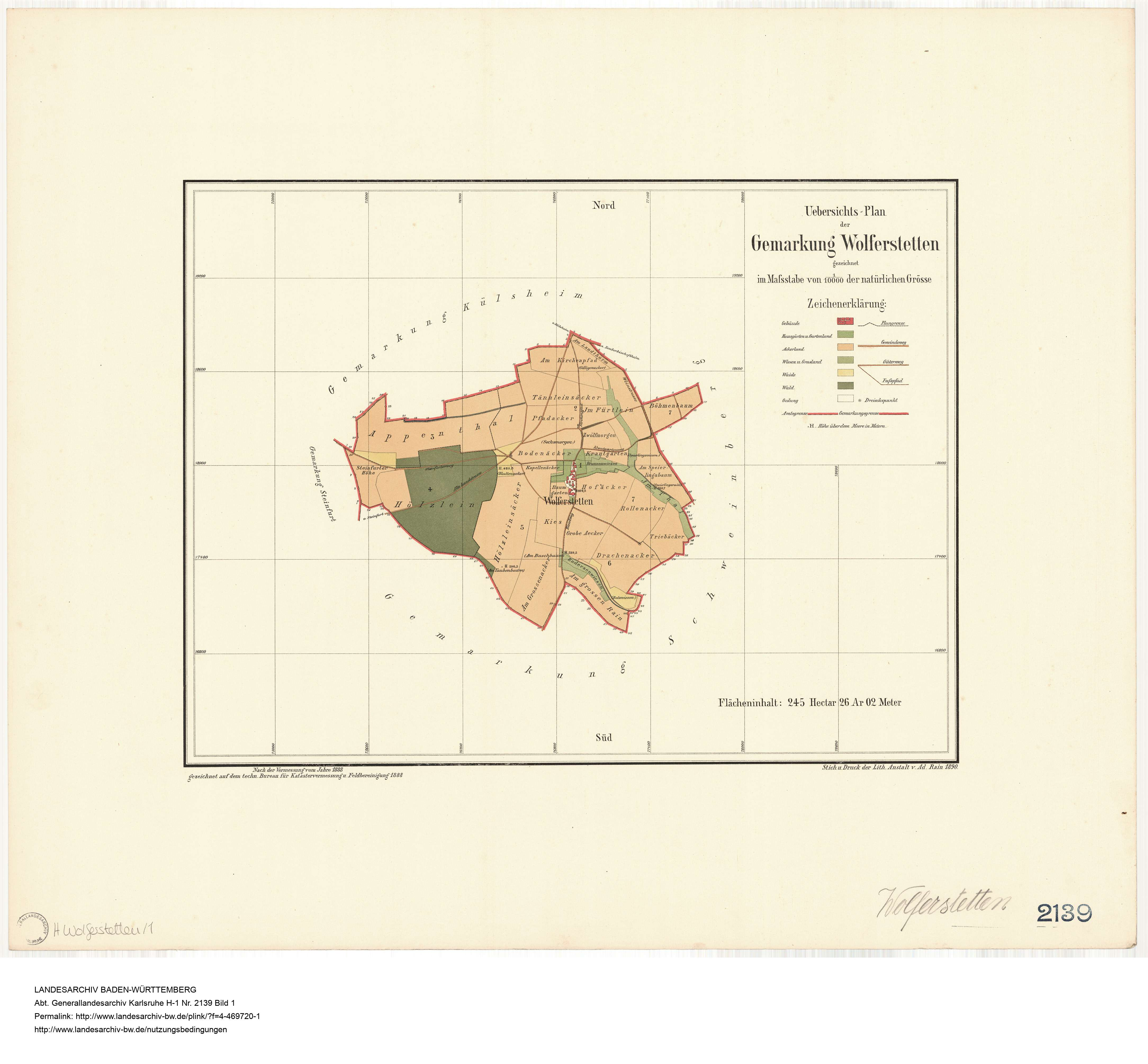
Lage der Gemarkung Wolferstetten nach einer Vermessung vom Jahre 1888

Im Jahre 1291 wurde Wolferstetten erstmals urkundlich als Wolferstetin erwähnt. Vermutlich dürfte der Ort bereits frühmittelalterlich als eine Art Ausbausiedlung im engen Zusammenhang mit Külsheim entstanden sein. Der Ort blieb stets klein. Im 13. und 14. Jahrhundert gelangte er in Besitz der Klöster Gerlachsheim und Bronnbach und wurde als solcher wohl als oppidum (= Vorwerk) bezeichnet, denn im Jahre 1321 wird in Wertheimer Akten oppidum Wolferstetten genannt.
Hofbesitzer waren im Spätmittelalter die Herren von Riedern und die Hund als Lehnsleute der Grafen von Wertheim. Der hintere Hof des Weilers gehörte später dem Bistum Würzburg und zur Kellerei Hardheim. Alle Herrschaftsrechte lagen beim kurmainzischen Külsheim.
Zu Beginn der 1960er Jahre siedelten die letzten Einwohner aus Wolferstetten aus oder um, da der Ort durch die Bundesrepublik Deutschland aufgekauft wurde und zu einem Truppenübungsplatz für die Garnisonsstädte Külsheim (Prinz-Eugen-Kaserne) und Hardheim (Carl-Schurz-Kaserne) wurde.

## Religion
Im Jahre 1706 wurde in Wolferstetten eine Hofkapelle durch Herrn Franz Baumann zu Ehren des heiligen Franz von Assisi errichtet und diesem auch geweiht. Es lässt sich nicht mit Sicherheit klären, ob es sich dabei um einen Neubau handelte oder nur um eine Restaurierung, da im Jahre 1693 bereits einmal eine kleine Kapelle erwähnt wurde.
Wolferstetten gehörte als Filiale zur katholischen Pfarrei Külsheim. Um das Jahr 1800 fanden in der Hofkapelle nur noch selten Gottesdienste statt. Die Einwohner besuchten die Gottesdienste in Schweinberg oder Külsheim.
Die Hofkapelle wurde 1973 in Wolferstetten Stein für Stein abgetragen und am Wohnplatz Roter Rain in Külsheim originalgetreu wiederaufgebaut.